# テッサロニキ・マケドニア国際空港
テッサロニキ空港（ギリシャ語：Κρατικός Αερολιμένας Θεσσαλονίκης、英：Thessaloniki  Airport）は、ギリシャ共和国のテッサロニキ付近にある国際空港。通称「マケドニア空港」。テッサロニキ市街地から南東に15kmに位置する。郊外の町カラマリア、ピライア、テルマ等に近い。ミクラ（μικρά）村に位置するため、かつてはミクラ空港とも呼ばれた。
1930年に開港したギリシャ最大の国営空港であり、交通量は国内3位。年間900万人の旅客を受け入れるため、旅客ターミナルの拡張を含む大規模拡張計画がある。現在、長距離用航空機の受け入れ準備のため海側へ滑走路を延伸する工事が進行中。